# Sport-Tiedje
Sport-Tiedje GmbH è un'azienda tedesca specializzata nella vendita online di attrezzi fitness per l'uso privato.  Ha sede a Schleswig e possiede 77 filiali in Germania, Austria, Svizzera, Belgio, Danimarca, Gran Bretagna, Polonia e Paesi Bassi. L'azienda è gestita dal titolare e cofondatore Christian Grau che detiene tutte le azioni dal momento del ritiro del denominatore Ulrich Tiedje nel 2011. Nel 2017 ha realizzato un fatturato di 121,9 milioni di euro e occupa circa 600 impiegati (Gennaio 2018).

## Storia
La Sport-Tiedje è stata fondata nel 1984 dall'ex giocatore di tennistavolo Ulrich Tiedje (20 gennaio 1957; 18 novembre 2015) come negozio sportivo a Schleswig. Nel 1996 lo affianca Christian Grau. Dal 1999 l'assortimento viene offerto anche in Internet. Da questo momento il negozio è concentrato sulla vendita degli attrezzi fitness destinati all'uso privato e sui loro accessori.
Nel 2001 Ulrich Tiedje e Christian Grau come soci paritari fondano la Sport-Tiedje GmbH. Oltre a degli online shops in lingue diverse, Sport-Tiedje inaugura dal 2003 altre filiali in Europa. Il fondatore Ulrich Tiedje recede nel 2011 dalla ditta e Christian Grau rileva la sua parte. Con l'inaugurazione delle filiali a Bruxelles e ad Amsterdam nell'estate del 2013 introduce la marca „T-Fitness“. 17 mesi dopo l'apertura della prima filiale olandese ad Amsterdam prosegue nel 2015 l'espansione nei Paesi Bassi con l'acquisizione della catena di negozi fitness OZI Sport BV con quattro filiali. 
Alla fine del 2015 prosegue ancora la sua espansione in Europa e attraverso l´acquisizione della Powerhouse Fitness (Laidir Leisure Ltd., Glasgow) rileva il secondo offerente più grande di attrezzi fitness privati e fitness equipment in Gran Bretagna.

## Filiali
Sport-Tiedje gestisce dei negozi specializzati in fitness a Berlino(5x), Bochum, Bonn, Bielefeld, Brema (2x), Dortmund (2x), Dresda, Dusseldorf, Duisburg, Essen (2x), Francoforte (2x), Friburgo, Göttingen, Amburgo (2x), Hannover (2x), Karlsruhe (2x), Kassel, Kiel, Colonia (2x), Lubecca, Leipzig, Mannheim, Monaco(2x), Münster, Norimberga, Schleswig, Saarbrücken, Stoccarda (2x), Würzburg, Wiesbaden e al di fuori della Germania ad Amsterdam, Antwerpen, Aberdeen, Bodegraven, Berna, Bruxelles, L'Aia, Edimburgo, Camberley, Glasgow (2x), Graz, Copenhagen, Leeds, Manchester Linz, Londra (3x), Newcastle, Nottingham, Roosendaal, Rotterdam, Salisburgo, Warschau, Vienna, Losanna e Zurigo. Inoltre dispone di un punto di appoggio a Taiwan, che funge come centro di competenza e gestione della qualità per la propria marca commerciale.
Nella sede centrale a Schleswig si trovano l'amministrazione, un call center internazionale e un magazzino per piccoli articoli. Nelle vicinanze di Büdelsdorf è situato un magazzino su 20.000 m² e una officina per i resi. Qui viene anche diretta e sbrigata la logistica internazionale.

## Assortimento e servizi
La vendita ai consumatori finali rappresenta il core business della Sport-Tiedje GmbH. Gli attrezzi fitness, l'alimentazione sportiva e le attrezzature da gioco outdoor sono venduti parzialmente in modo esclusivo. Oltre a diverse altre marche Sport-Tiedje distribuisce le proprie marche cardiostrong, Darwin Fitness e Taurus per gli attrezzi Fitness e Bodymax e Smart-Tec Nutrition per l´interazione sportiva. Sport-Tiedje, anche attraverso la collaborazione con imprese clienti, si occupa non solo solo di vendita ma anche di organizzazione ed ampliamento di spazi-fitness es esposizioni.